# 立体音楽堂
立体音楽堂（りったいおんがくどう）は、NHKで1954年11月13日 - 1966年4月2日に放送された日本初のステレオによるレギュラー・ラジオ番組である。

## 概要
1952年12月、NHKはラジオ第1を左チャンネルで、ラジオ第2を右チャンネルで放送する形のステレオ放送（当時は「立体放送」と呼んでいた）を開始。以後、この形式による放送を特別番組として随時行い、これを定時番組化させたのが本番組である。
同番組第1回目（1954年11月13日）の放送内容は、「歓喜への頌歌」で、内容は、ベートーヴェン作曲による、交響曲第9番「合唱」の第4楽章であった。また、番組が開始する前の1954年11月3日には、同番組の紹介版として、音楽物語「あなたにはきこえませんか」が放送されている。
ステレオ・レコードが本格的に普及し始める1960年頃までは、オープンリール式のステレオ・テープ及びそのプレーヤーが高価であったことから、この番組は、ステレオ音声が楽しめる媒体として、映画のシネマスコープ等のステレオ音響と共にオーディオマニアなどから大変重宝されていた。
その後1958年8月1日になると、日本でもステレオ・レコードが発売され始め、同時期には、東京・大阪等の大都市に於いては、民放AM2局による同様のステレオ放送もレギュラー番組として始まる様になるなど、一般的にステレオ放送に関する関心も高まり、NHKでも1961年4月7日からは「夜のステレオ」という、AM2波による新しいステレオ番組（30分）まで登場する様になった。
しかし、高音質でモノラル放送との両立性を持つ1波によるFMステレオ放送が東京放送局にて1963年12月16日に開始されたことにより、この番組も同月22日よりFMでの同時放送を開始。更にNHKはFMステレオ放送を全国にて開始する施策を取った為、同番組も1964年4月12日の放送からはFMのみでの放送となった。その後、同年(1965年)度内にはFMステレオ放送が全国で開始され、これに伴って、FMでのステレオ番組も大幅に増えたため、同番組も1966年4月2日に終了することとなり、11年5か月の放送に幕を閉じた。番組最終回（1966年4月2日）の放送内容は、サン＝サーンス作曲の交響曲第3番「オルガン」とJ.S.バッハ作曲のオルガン独奏曲2曲（「パッサカリアとフーガハ短調BWV582」ほか1曲）であった。
尚、この番組で放送された音源の中には、クラシックを主に当時の名演奏家の貴重な来日公演等も含まれているため、後に、NHK-FMで再度放送されたり、映像も同時に収録されたものについては、NHKテレビにて音声をステレオ化させて放送したりしている。更に、CD、DVD等のソフトとして市販されたものもある。

## 放送時間・放送メディアの変遷
- ラジオ第1とラジオ第2のAM放送2波によるステレオ放送
  - 1954年11月13日（番組開始） - 1955年4月2日：毎週土曜 12:30 - 13:00（30分）[8]
  - 1955年4月3日 - 1957年10月27日：毎週日曜 11:00 - 11:25（25分）[9][10][11]
  - 1957年11月3日 - 1961年4月2日：毎週日曜 11:00 - 11:30（30分）[11][12][13][14]
  - 1961年4月9日 - 1962年4月1日：毎週日曜 11:00 - 11:50（50分）[15]
  - 1962年4月8日 - 1963年3月24日：毎週日曜 11:00 - 11:55（55分）[16]
  - 1963年4月7日 - 同年12月15日：毎週日曜 10:00 - 10:59（59分）[6]
- 3波での放送
  - 1963年12月22日[6] - 1964年4月5日[注 9]：毎週日曜 10:00 - 10:59（59分）[6]
上記のAM2波によるステレオ放送に加えて、FMステレオ（1波）での同時放送が加わる[注 10][注 6]。
- FMステレオのみでの放送
  - 1964年4月12日 - 1965年4月4日：毎週日曜 21:00 - 22:00（60分）[7]
  - 1965年4月10日 - 1966年4月2日（番組終了）：毎週土曜 21:00 - 22:00（60分）[2]

なお、番組の内容によっては、放送時間の延長や放送時間帯を移動した回、更に放送内容がわずかに短いため、放送前に5分間ニュースを入れてから放送した回もある。また、高校野球開催時等の番組編成の都合により当番組が放送されなかった週もあったり、元日などの祝日には、この番組とは別に中波2波によるステレオ特別番組を放送したこともある。

## 主な放送内容
N響立体コンサート
NHK交響楽団による演奏会。指揮者はヴィルヘルム・ロイブナー、ヴィルヘルム・シュヒター、ヴィットリオ・グイ、ジョセフ・ローゼンストック、岩城宏之、外山雄三、小沢征爾、ジャン・マルティノンなど多数。放送された音源の一部については、日本ビクター、キングレコードなどからLP、CD、DVD化された。
第1 - 4回NHKイタリア歌劇団の一部
東京宝塚劇場、東京文化会館、サンケイホール等で収録。その音源の一部は、1980年代中頃に、キングレコードからCD、LPにて発売された。尚、第1回分から、全演目（全公演ではない）が歌劇の全曲分、ステレオにて収録されており、後にFM放送にてステレオで放送されたこともある。
リズム・ページェント、軽音楽特集
月1回、洋楽の生演奏（ステレオ・テープにて収録）をステレオで放送する番組。ジャンルは、ジャズ、ラテン、シャンソン、ポップス、映画音楽等様々である。
立体音楽劇、立体ミュージカル
立体ミュージカル・ショー「東京メリーゴーラゥンド（一人の女スリの話）」(1955年4月3日放送）、連続シリーズ「ジャズの歴史」（1959年製作）、音楽詩劇「オンディーヌ」(1960年8月14日放送、同年イタリア賞ラジオ音楽部門にて同賞を受賞)など。
純邦楽
長唄、箏曲など。演奏は宮城道雄（自作自演もある）、杵屋佐三郎など。
シネマスコープ中継
ステレオ音声が再生できる東京の映画館から、映画のサウンドトラックを再生して中継する企画。世界初のステレオ音声によるディズニーのアニメ映画「ファンタジア」（レオポルド・ストコフスキー指揮フィラデルフィア管弦楽団）、ミュージカル映画「回転木馬」・「オクラホマ!」の映画音声の一部が放送された。
市販のステレオ・テープ、レコードを再生した放送
- ステレオ・テープは米RCAビクターから発売されていたステレオ・テープによるものが主だった[注 14]。
- ステレオLPは、1958年5月25日の放送に現在の45/45方式のステレオLPを発売に先立ってを紹介したり[注 15]、NHKイタリア歌劇団の公演に先立ち英デッカ=ロンドン原盤によるイタリア歌劇のステレオLPのハイライトを放送したり（1961年7月に4回に渡って放送）、映画のサントラ盤（「ポーギーとベス」、「ウエスト・サイド物語」等）を放送したりした。

国内の演奏会に於けるライヴ録音
以下に主なもの。
- クラシック関係
  - カラヤン指揮、ベルリン・フィルハーモニー管弦楽団の演奏会
1957年11月3日、旧NHKホール（内幸町）にて収録。2回に渡って放送。2006年にNHKソフトウェアーから映像つきのDVDが発売。その際、当番組用に同時にステレオ収録された演奏については、音声がステレオ化されている。
  - クルト・ザンデルリング指揮、レニングラード・フィルハーモニー交響楽団演奏会
1958年4月、新宿での収録[注 16]。
  - シャルル・ミュンシュ指揮、ボストン交響楽団演奏会
1960年5月の来日公演の幾つかを放送。アルトゥスレーベルよりCD化（CD番号：ALT-100 - 102、分売）[注 17]。
  - ギャルド・レプュブリケーヌ吹奏楽団演奏会
日本の吹奏楽演奏にとっては歴史的な演奏会。1961年11月11日、旧NHKホール（内幸町）にて収録。NHKソフトウェアーからCD化。
  - アムステルダム・コンセルトヘボウ管弦楽団（現・ロイヤル・コンセルトヘボウ管弦楽団）演奏会
1962年4 - 5月に初来日した同楽団の演奏会を4週に渡って放送。指揮はベルナルト・ハイティンクとオイゲン・ヨッフム。大阪フェスティバルホール等で収録。
  - ピエール・モントゥー指揮、ロンドン交響楽団演奏会
1963年4月13日、大阪にて収録。
- ポピュラー関係
  - ペレス・プラード楽団初来日公演
1956年10月12日、旧NHKホール（内幸町）にて収録。
  - ベニー・グッドマン楽団来日公演
1957年1月16日、旧NHKホール（内幸町）にて収録。

## 余談
当番組においては放送時間の都合上、ベートーヴェン作曲の交響曲第9番「合唱」の全曲放送ができなかったが、1961年に、来日するライプツィヒ・ゲヴァントハウス管弦楽団の公演演目の1つに、この交響曲が含まれていたので、NHKはその公演をステレオにてライブ収録し、1961年5月3日の午前10時30分から1時間20分に渡り、「ライプツィヒ・ゲヴァントハウス管弦楽団立体コンサート」という特別番組を編成、AM2波を使っての初のステレオ同曲全曲放送をした。